# Hôtel Dumay
L'hôtel Dumay est un hôtel particulier de Toulouse, construit pour le médecin Antoine Dumay en 1585. Il accueille aujourd'hui le musée du Vieux Toulouse.

## Histoire

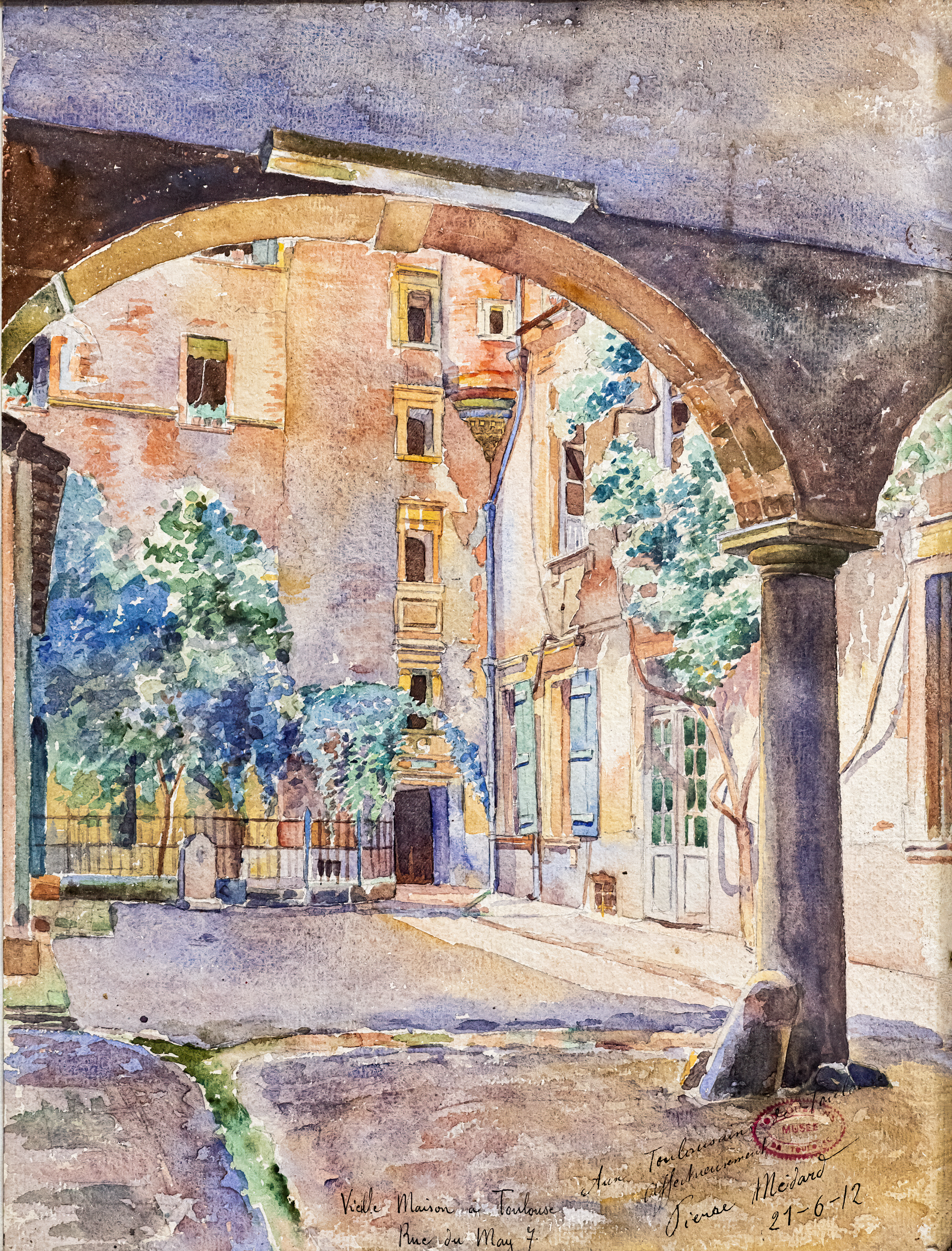
Cours de l'hôtel Dumay (1912) Pierre Médard.

En 1948, l’hôtel Dumay était la propriété du docteur Siméon Durand et de son épouse. Ce médecin militaire rêvait de transformer sa demeure Renaissance, située 7 rue du May, près du Capitole, en un musée d’histoire locale. Il lègue ainsi son hôtel à l’association Les Toulousains de Toulouse à la condition expresse qu’elle y transfère son siège et son musée, jusqu’alors hébergés rue Saint-Jean.
Cette donation, réalisée en 1948, permet aux Toulousains de Toulouse d’ouvrir au public, en 1955, plusieurs salles d’exposition réservées aux institutions, aux artistes toulousains, à la vie familiale, à la céramique grâce aux généreux donateurs qui, depuis l’origine, enrichissent le fonds du musée du Vieux-Toulouse. 
L’hôtel Dumay conserve le nom de celui qui le fit construire à la fin du XVIe siècle, Antoine Dumay, médecin réputé, qui fut notamment médecin de Marguerite de Valois, première épouse d’Henri IV.
Cet hôtel particulier est classé monument historique en 1950 pour les façades et les toitures, puis inscrit en 1992 pour l'intérieur.

## Éléments d'architecture

La cour, et la façade ouest.
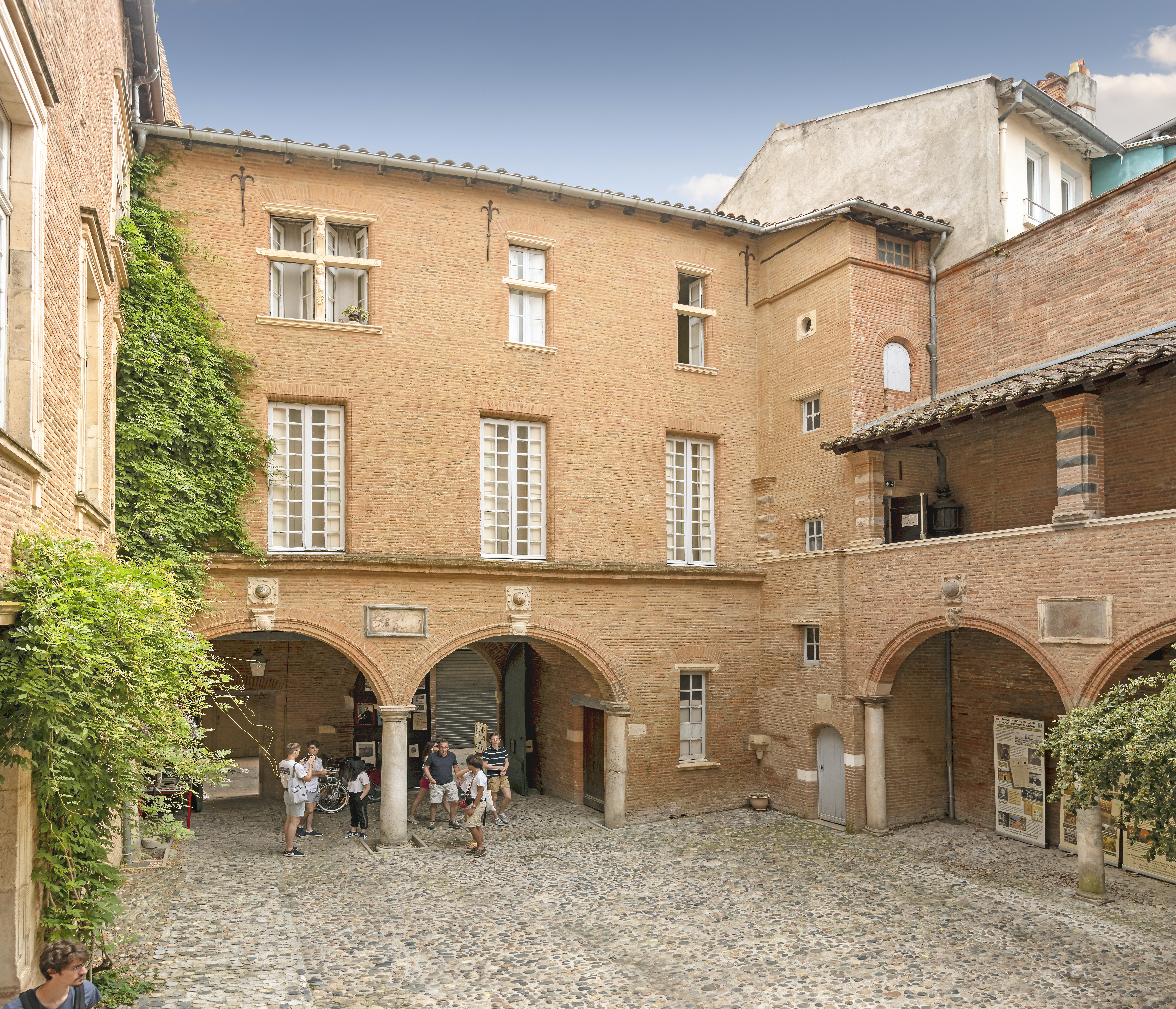
La cour, et la façade nord.